# Proteinkinase PLK1
Die Proteinkinase PLK1 (auch: Polo-like-Kinase 1) ist ein Enzym in Eukaryoten, eine so genannte Kinase, die verschiedene Proteine im Zellkern phosphoryliert und so eine regulatorische Funktion während der Zellteilung ausübt. Aktiviert wird PLK1 durch wachstumsfördernde Faktoren. Beim Menschen ist PLK1 besonders in den Zellkernen von Plazenta- und Darmgewebe lokalisiert und wird in manchen Tumoren übermäßig produziert. Hemmstoffe für das Enzym gelten daher als mögliche Medikamente gegen Krebs.
PLK1 gehört zu den Polo-like-Kinasen. Es sind mitotische Kinasen, also solche, die an der Regulation des Zellzyklus beteiligt sind. Es sind Serin/Threonin-Kinasen, die in verschiedenen Spezies hochkonserviert vorliegen.

## Struktur
PLK1 besteht aus 603 Aminosäuren, einer katalytischen Domäne am Aminoterminus (die wiederum in elf Subdomänen unterteilt werden kann) und drei konservierten Polo-Boxen am Carboxyterminus. Sie steuern die Funktion von PLK1 während der Mitose und die zelluläre Lokalisation. 

## Funktion
PLK1 hat in der Zelle vielfältige Funktionen, zu den wichtigsten gehört die Phosphorylierung und damit Aktivierung der Cyclin-abhängigen Phosphatase Cdc25, die zum Ausbilden der bipolaren Spindel während der Prometaphase des Zellzyklus benötigt wird. Außerdem interagiert Plk 1 mit APC, dem anaphase-promoting-complex, der für den Abbau mitotischer Proteine verantwortlich ist.
PLK1 ist in proliferierendem Gewebe stark exprimiert und scheint in einer Reihe von Tumorgeweben überexprimiert zu sein. Inhibitoren von PLK1, wie etwa BI 7278, sind daher wichtige Kandidaten für neue therapeutische Ansätze in der Krebstherapie.